# Road House (film, 2024)
Road House är en amerikansk actionthrillerfilm från 2024. Filmen är regisserad av Doug Liman. Filmens manus har skrivits av Anthony Bagarozzi, Lance Hill och Chuck Mondry. Filmen är en nyinspelning av filmen med samma namn från 1989.
Filmen hade premiär den 21 mars 2024 på strömningstjänsten Prime Video.

## Handling
Filmen kretsar kring en före detta UFC-fighter som tar jobb som dörrvakt på en vägkrog i Florida Keys, och upptäcker att allt inte står rätt till.

## Rollista (i urval)
- Jake Gyllenhaal – Elwood Dalton
- Daniela Melchior – Ellie
- Billy Magnussen
- Jessica Williams
- Darren Barnet
- Conor McGregor
- J. D. Pardo
- Arturo Castro
- Joaquim de Almeida
- Gbemisola Ikumelo
- Lukas Gage
- Hannah Love Lanier
- Travis Van Winkle
- Jay Hieron